# Apple A15 Bionic
Der Apple A15 Bionic ist ein vom US-amerikanischen Unternehmen Apple entwickelter 64-bit ARM-basierter System-on-a-Chip (SoC). Erstmals der Öffentlichkeit vorgestellt wurde der Nachfolger des Apple A14 Bionic am 14. September 2021 und kommt bisher beim iPad mini der 6. Generation, den iPhone 13-Modellen, dem iPhone SE der 3. Generation und dem iPhone 14/14 Plus zum Einsatz. Seit Oktober 2022 wird der A15 außerdem auch im Apple TV 4K verbaut. Im September 2022 erschien der etwas leistungsfähigere und zugleich sparsamere A16.

## Design
Der Apple A15 Bionic verfügt über eine von Apple entwickelte ARM v8.5A-CPU mit zwei Avalanche-Hochleistungs-Kernen, die bis zu 3,24 GHz takten können und vier Blizzard-Effizienz-Kernen, die mit 2,02 GHz getaktet sind. Apple gibt an, der A15 in den iPhones sei 50 % schneller als die Konkurrenz (Samsung Exynos, Qualcomm Snapdragon). Weiterhin sei der A15 Bionic im iPad Mini 6 bis zu 40 % schneller als der A12 Bionic. Die Avalanche-Cores haben 192 kiB L1I- und 128 kiB L1D-Cache und einen gemeinsamen 12 MiB großen L2-Cache. Die Blizzard-Cores haben 128 kiB L1I- und 64 kiB L1D-Cache und teilen sich einen 4 MiB großen L2-Cache. Apple verbaut die dritte Generation spezieller Einheiten zur Beschleunigung von Matrizenberechnungen für KI-Anwendungen (AMX genannt).
Der A15 beinhaltet dedizierte neuronale Netzwerkhardware, die Apple als eine neue 16-Core Neural Engine bezeichnet. Die Neural Engine kann 15,8 Billionen Operationen pro Sekunde ausführen (im Vergleich zu den 11 Billionen Operationen des A14). Der A15 enthält auch einen neuen Bildprozessor mit verbesserten computergestützten Fotografiefunktionen.
Der A15 integriert eine von Apple entwickelte Fünf-Kern-GPU für die Modelle iPad mini 6, iPhone 13 Pro und Pro Max, iPhone 14/14 Plus, während ein GPU-Kern im iPhone 13 und 13 Mini deaktiviert ist, was zu einer Vier-Kern-GPU für diese Modelle führt. Apple behauptet, dass die Fünf-Kern-GPU des A15 50 % schneller sei als die Konkurrenz. Weiterhin sei die Vierkern-GPU des A15 30 % schneller als die Konkurrenz.
Alle Funktionsblöcke sind über eine Fabric zusammengeschlossen, ihnen steht ein gemeinsamer 32 MiB großer System-Level-Cache zur Verfügung.
Der A15 Bionic wird bei TSMC in einem 5-nm-FinFET-Verfahren hergestellt, enthält 15 Milliarden Transistoren und ist 107,68 mm² groß. Das SoC mit der Bezeichnung APL1W07 bildet zusammen mit dem LPDDR4X-4266-RAM einen PoP (Package-on-Package), hergestellt in TSMCs InFO-Packaging-Verfahren, das Speicherinterface ist 64 Bit breit und es werden Versionen mit 4 GiB oder 6 GiB verbaut. Die Anzahl der Adress-Bits wurde von 36 auf 39 erhöht, der Adress-Raum damit von 64 GiB auf 512 GiB ausgeweitet; es ist nicht bekannt, wie viele Adressleitungen tatsächlich aus dem Die herausgeführt werden.

## Entwicklung und Leistung
Die Entwicklung des Chips litt unter dem Weggang von Gerard Williams, dem bisherigen „Senior Director for Platform Architecture“. Dieser war seit dem A7 maßgeblich für die Entwicklung der A-Prozessoren verantwortlich. Bei den Keynotes stellte er die Veränderungen der neuesten Prozessorgenerationen vor.
Es wird vermutet, dass Apple dafür mehr auf Effizienz setzte und die Akkulaufzeit erhöhte. So soll der Akku bis zu 2,5 Stunden länger laufen als der des Vorgängermodells.
Bei den vorläufigen Benchmarks zeigte der Chip eine Einzelkernleistung von 1730 Punkten, was eine Steigerung von ca. 10 % gegenüber dem A14 darstellt. Im Mehrkerntest waren die Leistungen ca. 21 % höher.